# Erland Bornebusch
Erland Tage Kaj Gerhardt Bornebusch, född 24 maj 1909 i Västra Torups församling i dåvarande Kristianstads län, död 25 januari 1959 i Helsingborgs Maria församling i dåvarande Malmöhus län, var en svensk företagsledare.
Bornebusch var son till danskbördige disponenten Rudolf Hartmann Bornebusch (1873–1942) och Riken Berntsson (1883–1953) samt bror till regissören Arne Bornebusch och farfars bror till scenografen Cian Bornebusch. Han hade examen från realskola samt handelsskola i Osby 1927. Han företog studieresor inom Europa samt till Nord- och Sydamerika.
Erland Bornebusch var verksam inom Monark-koncernen, där han blev försäljningschef 1935 och verkställande direktör 1941. Han var ägare av och VD för Hälsingborgs Litografiska AB i Helsingborg, Lito-Grafik AB i Malmö, Förlaget Torni AB i Malmö, Cityförlaget AB i Nässjö, Litoverken AB i Ängelholm, AB Kartong & Emballage i Helsingborg och Förlaget Kärnan AB i Helsingborg. Bornebusch var också intressent i bland annat Monark-koncernen, Värnamo Gummifabrik AB och AB Tobo Bruk.
Åren 1935–1955 var han gift med Vera Swensson-Warborn (1911–2001) och paret fick barnen Kaj (1937–2010), Åke (född 1939) och Olle (1943–2005).